# Coquin de coq
Pour plus de détails, voir Fiche technique et Distribution.
Coquin de coq (Raw! Raw! Rooster!) est un court métrage d'animation de la série Looney Tunes réalisé par Robert McKimson qui met en scène Charlie le coq. Le court métrage a été diffusé pour la première fois le 25 août 1956.

## Fiche technique
- Réalisation : Robert McKimson
- Scénario : Tedd Pierce
- Production : Warner Bros. Cartoons
- Musique originale : Carl Stalling
- Montage : Treg Brown
- Format : 35 mm, ratio 1.37 :1, couleur Technicolor, mono
- Durée : 7 minutes
- Pays de production :  États-Unis
- Langue : anglais
- Genre : animation
- Distribution : 
  - 1956 : Warner Bros. Pictures cinéma
  - 2008 : Warner Home Video DVD
- Date de sortie : 
  - États-Unis : 25 août 1956

## Distribution
- Charlie le coq
- VO par Mel Blanc (voix)